# Heinkel P.1072
O Heinkel P.1072 foi um projecto da Heinkel para um bombardeiro quadrimotor.